# Leptonychia kamerunensis
Espèce
Leptonychia kamerunensis Engl. & K.Krause est un arbre de la famille des Malvaceae et du genre Leptonychia, selon la classification phylogénétique. 

## Description
Cet arbre, décrit au Cameroun, atteint une hauteur de 4 à 15 mètres pour un diamètre moyen de 30 cm. Il se développe dans les forêts sempervirentes. 